# Lucien Bonaparte
Lucien Bonaparte (narozen jako Luciano Buonaparte, princ z Canina; 21. března 1775 Ajaccio – 29. června 1840 Viterbo), byl mladší bratr Napoleona Bonaparte.

## Život
Po svém dětství ve Francii, kde se jej otec neúspěšně snažil umístit v prestižních školách – vojenské v Brienne-le-Château a kněžském semináři v Aix-en-Provence (kde nebyl přijat pro svou tělesnou slabost, nekázeň a svéhlavost), se vrátil do Ajaccia a zde studoval soukromě pod dozorem svého otce a svého strýce na kněze.
Nadchl se pro revoluci a patřil mezi nejradikálnější republikány. Roku 1792 odjel do kontinentální Francie do Toulonu a zde se stal zakladatelem jakobínského klubu a jedním z jeho plamenných řečníků. Pak se stal předsedou revolučního výboru v městečku Saint-Maximin, kde se seznámil se svou první ženou, dcerou místního hostinského. Když Výbor pro veřejné blaho začal útočit proti církvi, odložil Lucien své křestní jméno a místo něj přijal jméno Brutus. Přes své mládí patřil k blízkým spolupracovníkům bratrů Robespierrových a proto byl po pádu hrůzovlády zatčen 27. července 1794 v Aix-en-Provence a před gilotinou jej zachránila jen intervence jeho matky a Napoleonova bratra.
Za Korsiku byl zvolen ve dvaadvaceti letech poslancem Rady pěti set a později i jejím předsedou. Po domluvě s Napoleonem prosadil přeložení zasedání 9. listopadu 1799 do Saint-Cloud a zasedání předsedal. Stal se jedním z nejvýznamnějších pomocníků svého bratra při státním převratu 18. brumaire a jeho zvolení Prvním konzulem 10. listopadu 1799. V prvním manželství byl od roku 1794 ženat s Christinou Boyerovou, se kterou měl dvě děti, a roku 1801 zemřela (puerperální sepse). Lucien byl za Konzulátu nejprve krátce ministrem vnitra a roku 1800 byl jmenován vyslancem ve Španělsku. Společně s Manuelem de Godoy (1767–1851) – prvním ministrem Španělska a nejvlivnější osobnosti království vyprovokovali přepadení Portugalska v tzv. pomerančové válce (Guerra de la Naranjas), ale místo obsazení státu si oba protagonisté vynutili vysoké odškodnění pro svou potřebu a podepsali mírnou mírovou smlouvu v Badajozu. Napoleon, po informaci o postupu Luciena nazval svého bratra darebákem a zlodějem.
Na Lucienův popud byla roku 1803 obnovena činnost Académie française a on sám byl jejím členem v letech 1803–1816. Proti vůli svého bratra se roku 1803 tajně oženil podruhé s Alexandrinou de Blechamps, vdovou po bankovním spekulantovi Joubethonovi, který před věřiteli utekl na Haiti a tam zemřel na žlutou zimnici. Alexandrina byla vzdělaná, o tři roky mladší než Lucien a oba k sobě zahořeli láskou na první pohled, která jim vydržela do smrti. Z tohoto manželství pocházelo 10 dětí. Po těchto příhodách zůstal vztah Napoleona k Lucienovi trvale napjatý a Lucien se stáhl do soukromí – od roku 1804 žil na svém rozsáhlém statku v Caninu. Když roku 1810 chtěl vycestovat do USA, padl do anglického zajetí a byl v něm držen až do roku 1814. V Anglii mu bylo dáno k užívání luxusní venkovské sídlo Thorngrove ve Worcestershire. Po propuštění z Anglie byl papežem Piem VII. povýšen a přiznán mu titul princ z Canina a z papežské vůle se stal suverénním vládcem svých rozsáhlých pozemků v Caninu. Přes předchozí ostré rozpory obou bratrů Lucien Napoleona při návratu z Elby podpořil a prosazoval jeho zájmy na Apeninském poloostrově. Po druhém – definitivním – pádu Napoleona byl Lucien v Turíně na rozkaz sardinského krále zatčen, ale po intervenci papeže propuštěn. V důsledku nástupu Bourbonů na francouzský trůn byl Lucien Bonaparte roku 1816 vyhoštěn z Francie a zbaven členství v Akademii. Zbytek života prožil v Itálii.
Lucien Bonaparte byl literárně činný, uveřejnil díla prozaická i poetická. Nejznámějším dílem byl svého času román „La Tribu indienne“ (Indiánský kmen) a epos Charlemagne o životě Karla Velikého. Jeho nejstarší syn Charles Lucien, narozený 2 měsíce po svatbě rodičů roku 1803, byl světoznámým ornitologem a jeho prapravnučka Marie Bonapartová byla průkopnice psychoanalýzy a nejslavnější žačka Sigmunda Freuda. Jeho další syn Louis Lucien Bonaparte byl jedním ze zakladatelů novodobé lingvistiky a hlavním iniciátorem baskického národního obrození.